# Diphasiastrum veitchii
Diphasiastrum veitchii är en lummerväxtart som först beskrevs av Konrad Hermann Christ, och fick sitt nu gällande namn av Josef Holub. Diphasiastrum veitchii ingår i släktet Diphasiastrum och familjen lummerväxter. Inga underarter finns listade i Catalogue of Life.